# Baltimore Colts 1983
La stagione 1983 dei Baltimore Colts è stata la 30ª della franchigia nella National Football League, l'ultima con sede a Baltimora. La stagione fu accorciata a nove partite per uno sciopero dei giocatori e non vi furono classifiche di division. Guidati per il secondo anno dall'allenatore Frank Kush, i Colts conclusero con un record di 7 vittorie e 9 sconfitte, chiudendo al quarto posto dell'AFC East. 
Avendo concluso con il peggior record della NFL nella stagione precedente, i Colts detenevano la prima scelta assoluta nel Draft NFL 1983 con cui si attendevano di chiamare il miglior giocatore proveniente dal college football. La squadra utilizzò tale scelta per John Elway di Stanford. Elway, tuttavia, rifiutò di giocare per i Colts e considerò addirittura di trasferirsi alla squadra di baseball dei New York Yankees se non fosse stato scambiato. I Colts furono costretti a scambiare Elway con i Denver Broncos e Mike Pagel conservò il suo ruolo di quarterback titolare. In seguito i Broncos di Elway fecero visita a Baltimore nel secondo turno stagionale. Denver per 17–10. In seguito le due squadre si affrontarono nuovamente nel penultimo turno e i Colts si portarono in vantaggio per 19-10 sui Broncos, salvò poi venire sconfitti per 21–19. Vinsero poi l'ultima gara della loro storia a Baltimora contro gli Houston Oilers per 20–10. La città rimase senza una squadra nella NFL finché i Ravens iniziarono a giocare nella stagione 1996.

## Roster
| Roster dei Baltimore Colts nel 1983 |
| --- |
| Quarterback - 9 Mark Herrmann - 18 Mike Pagel - 8 Mark Reed - 12 Jim Bob Taylor Running Back - 33 Curtis Dickey - 32 Randy McMillan FB Wide Receiver - 85 Matt Bouza - 80 Ray Butler - 88 Bernard Henry - 84 Victor Oatis - 87 Tracy Porter Tight End - 81 Pat Beach - 83 Tim Sherwin Offensive Linemen - 74 Sid Abramowitz T - 76 Karl Baldischwiler T - 53 Ray Donaldson C - 75 Chris Hinton T - 64 Ben Utt G Defensive Linemen - 99 Donnell Thompson DE - 69 Leo Wisniewski DT Linebacker - 52 Greg Bracelin - 98 Johnie Cooks - 55 Barry Krauss MLB - 54 Sanders Shiver Defensive Back - 30 Larry Anderson SS - 45 Jim Burroughs CB - 25 Nesby Glasgow FS - 42 Derrick Hatchett CB - 29 Mark Kafentzis SS Special Team - 2 Raul Allegre K - 3 Rohn Stark P |
| Legenda - I rookie sono in corsivo. - Il primo ruolo è il principale mentre gli eventuali successivi indicano i ruoli secondari. - (IR) sta per Injured Reserve ed indica la lista ristretta per un solo giocatore infortunato che può tornare ad allenarsi dopo la settimana 6 e a rientrare in prima squadra dopo che questa ha giocato 8 partite. - (NF-Inj.) / (NF-Ill.) stanno rispettivamente per Non-Football Injured e Non-Football Illness ed indicano le liste dove viene inserito un giocatore che ha un infortunio o una malattia non dipendente dal football americano. - (PUP) sta per Physically Unable to Perform ed indica la lista dove viene inserito un giocatore mentre è in attesa di recuperare la condizione fisica. Nella stagione regolare dopo la sesta partita giocata dalla propria squadra, il giocatore ha tempo tre settimane per riprendere ad allenarsi, più tre settimane aggiuntive dal suo rientro agli allenamenti per rientrare in prima squadra. |

Fonte:

## Calendario
| Stagione regolare |                   |                         |             |        |                    |          |
| Turno             | Data              | Avversario              | Rosiltato   | Record | Stadio             | Pubblico |
| 1                 | 4 settembre 1983  | at New England Patriots | V 29–23 DTS | 1–0    | Sullivan Stadium   | 45,526   |
| 2                 | 11 settembre 1983 | Denver Broncos          | S 10–17     | 1–1    | Memorial Stadium   | 52,613   |
| 3                 | 18 settembre 1983 | at Buffalo Bills        | S 23–28     | 1–2    | Rich Stadium       | 40,937   |
| 4                 | 25 settembre 1983 | Chicago Bears           | V 22–19     | 2–2    | Memorial Stadium   | 34,350   |
| 5                 | 2 ottobre 1983    | at Cincinnati Bengals   | V 34–31     | 3–2    | Riverfront Stadium | 48,104   |
| 6                 | 9 ottobre 1983    | New England Patriots    | V 12–7      | 4–2    | Memorial Stadium   | 35,618   |
| 7                 | 16 ottobre 1983   | Buffalo Bills           | S 7–30      | 4–3    | Memorial Stadium   | 38,565   |
| 8                 | 23 ottobre 1983   | Miami Dolphins          | S 7–21      | 4–4    | Memorial Stadium   | 32,343   |
| 9                 | 30 ottobre 1983   | at Philadelphia Eagles  | V 22–21     | 5–4    | Veterans Stadium   | 59,150   |
| 10                | 6 novembre 1983   | at New York Jets        | V 17–14     | 6–4    | Shea Stadium       | 53,323   |
| 11                | 13 novembre 1983  | Pittsburgh Steelers     | S 13–24     | 6–5    | Memorial Stadium   | 57,319   |
| 12                | 20 novembre 1983  | at Miami Dolphins       | S 0-37      | 6–6    | Miami Orange Bowl  | 54,482   |
| 13                | 27 novembre 1983  | at Cleveland Browns     | S 23–41     | 6–7    | Cleveland Stadium  | 65,812   |
| 14                | 4 dicembre 1983   | New York Jets           | S 6–10      | 6–8    | Memorial Stadium   | 35,462   |
| 15                | 11 dicembre 1983  | at Denver Broncos       | S 19–21     | 6–9    | Mile High Stadium  | 74,864   |
| 16                | 18 dicembre 1983  | Houston Oilers          | V 20–10     | 7–9    | Memorial Stadium   | 20,418   |

## Classifiche
| AFC East             |    |   |   |      |      |     |     |     |     |
|                      | V  | S | P | %    | CONF | DIV | PF  | PS  | STR |
| Miami Dolphins(2)    | 12 | 4 | 0 | .750 | 6–2  | 9–3 | 389 | 250 | V5  |
| New England Patriots | 8  | 8 | 0 | .500 | 4–4  | 6–6 | 274 | 289 | S1  |
| Buffalo Bills        | 8  | 8 | 0 | .500 | 4–4  | 7–5 | 283 | 351 | S2  |
| Baltimore Colts      | 7  | 9 | 0 | .438 | 3–5  | 5–9 | 264 | 354 | V1  |
| New York Jets        | 7  | 9 | 0 | .438 | 3–5  | 4–8 | 313 | 331 | S2  |

## Premi
- Vernon Leroy Maxwell:

rookie difensivo dell'anno